# Chironomus flavofasciatus
Chironomus flavofasciatus är en tvåvingeart som beskrevs av Jean-Jacques Kieffer 1918. Chironomus flavofasciatus ingår i släktet Chironomus och familjen fjädermyggor.
Artens utbredningsområde är Turkiet. Inga underarter finns listade i Catalogue of Life.